# 武爾姆巴赫河 (阿爾特米爾河支流)
49°7′2.99″N 10°44′54.92″E / 49.1174972°N 10.7485889°E

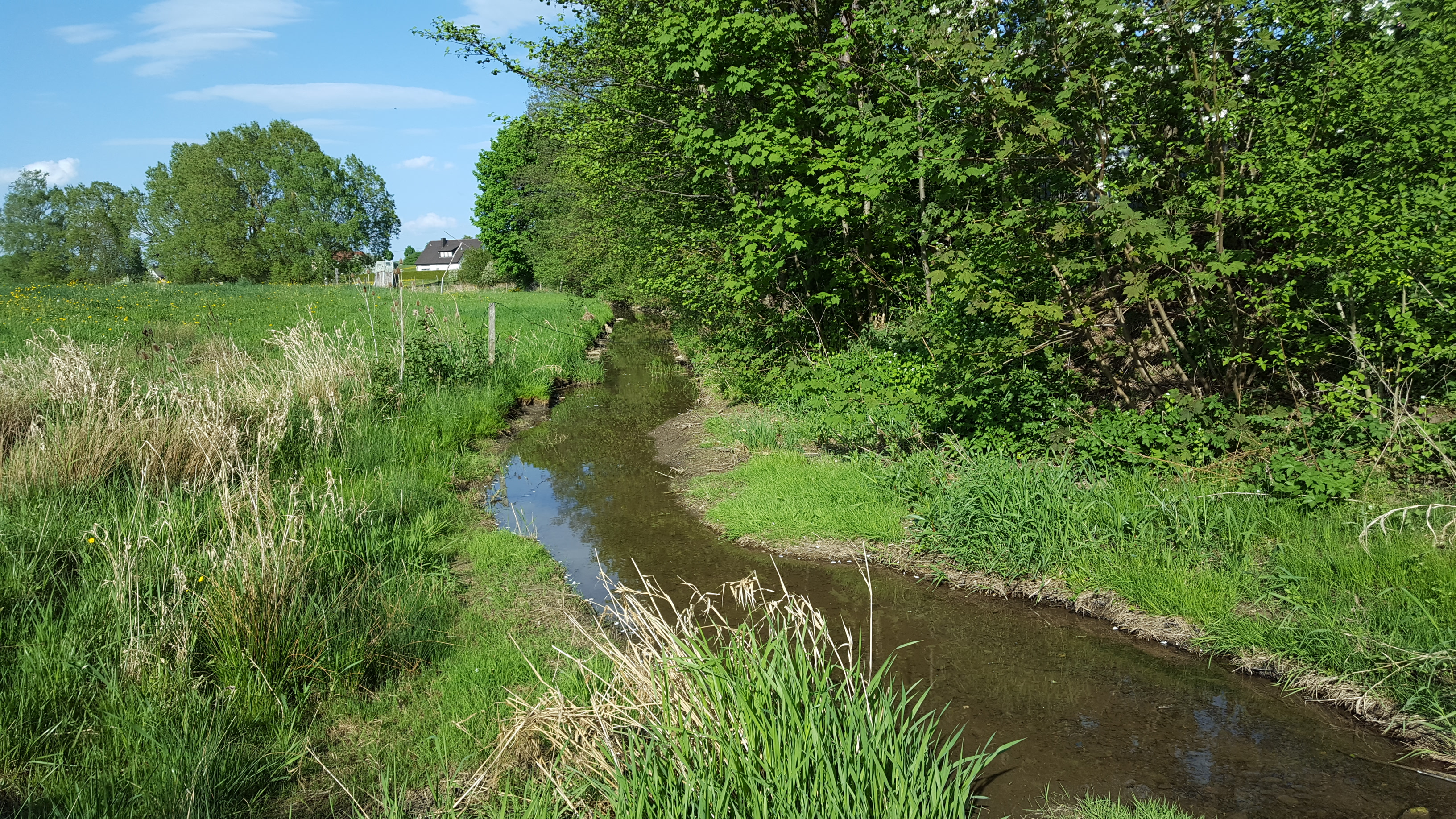

武爾姆巴赫河是德國的河流，位於該國東南部，由巴伐利亞負責管轄，屬於阿爾特米爾河的左支流，河道全長12.9公里，流域面積43.6平方公里。